# نيمانيا أوبرادوفيتش
نيمانيا أوبرادوفيتش (بالصربية: Немања Обрадовић)‏ هو لاعب كرة قدم صربي في مركز نصف الجناح، ولد في 29 مايو 1989 في بلغراد في صربيا. شارك مع منتخب صربيا تحت 21 سنة لكرة القدم. أما مع النوادي، فقد لعب مع راد بيوغراد ونادي لاميا.

## وصلات خارجية
- نيمانيا أوبرادوفيتش على موقع قاعدة بيانات كرة القدم.إي يو (الإنجليزية)
- نيمانيا أوبرادوفيتش على موقع Soccerbase.com (لاعب) (الإنجليزية)
- نيمانيا أوبرادوفيتش على موقع Soccerway.com (الإنجليزية)
- نيمانيا أوبرادوفيتش على موقع عالم كرة القدم.نت (الإنجليزية)